# Nombre de Cowling
Pour les articles homonymes, voir Cowling.
Le nombre de Cowling {\displaystyle (Co)} est un nombre sans dimension utilisé en magnétohydrodynamique. Deux versions de ce nombre sont utilisées, mais la deuxième version est la plus connue.
Ce nombre porte le nom de Thomas George Cowling, physicien et mathématicien anglais.

## CoI
On le définit de la manière suivante :
{\displaystyle Co_{I}={\frac {B^{2}\;L_{c}\;\sigma }{v\;\rho }}={\frac {Ha^{2}}{Re}}}
avec :
- v - vitesse du fluide
- ρ - masse volumique
- σ - conductivité électrique
- Lc - longueur caractéristique
- B - densité du champ magnétique
- Ha - nombre de Hartmann
- Re - nombre de Reynolds

## CoII
Le deuxième nombre de Cowling consiste en la réciproque au carré du nombre d'Alfven. Il s'agit donc du rapport de la vitesse de l'onde d'Alfven sur la vitesse du fluide, le tout au carré. C'est la version la plus utilisée. C'est l'équivalent du nombre de Mach en magnétohydrodynamique. Certaines références définissent ce nombre comme étant simplement la réciproque du nombre d'Alfven. 
On le définit de la manière suivante :
{\displaystyle Co_{II}={\frac {B^{2}}{v^{2}\;\rho \;{\mu _{e}}}}=Al^{-2}}
avec :
- v - vitesse du fluide
- ρ - masse volumique
- μe - perméabilité magnétique
- B - densité du champ magnétique
- Al - nombre d'Alfven